# Cinco Ribeiras
Cinco Ribeiras es una freguesia portuguesa perteneciente al municipio de Angra do Heroísmo, situado en la Isla Terceira, Región Autónoma de Azores. Posee un área de 11,38 km² y una población total de 684 habitantes (2001). La densidad poblacional asciende a 60,1 hab/km². Se encuentra situada en el lado sudoeste de la Isla Terceira. La freguesia fue fundada en 1870, siendo por tanto de formación reciente. Hasta 1990, la designación oficial de la freguesia era Nossa Senhora do Pilar. En su puerto aún se pueden observar los restos de un fuerte construido cuando Portugal estuvo gobernado por la Casa de Austria.
- Datos: Q1997906
- Multimedia: Cinco Ribeiras (Angra do Heroísmo) / Q1997906

1. ↑  Worldpostalcodes.org,código postal n.º 9700-321.